# كولن فورنير
كولن فورنير (بالإنجليزية: Colin Fournier)‏ هو مهندس معماري بريطاني، ولد سنة 1944.